# Острова Бисерные
Острова́ Би́серные — группа из семи островов в архипелаге Земля Франца-Иосифа, Приморский район Архангельской области России.
Расположены в юго-восточной части архипелага у самого побережья острова Сальм в районе полуострова в его южной части.
Размеры островов не превышают 100 метров в длину, расстояние от самого западного до самого восточного острова около 2,5 километра. Особых возвышенностей не имеют, на крупных островах — каменистые россыпи.